# آبديدا
آبديدا هي بلدة في مقاطعة كاسان في ولاية قشقداريا في أوزبكستان.